# Adoxia dilutipes
Adoxia dilutipes is een keversoort uit de familie bladkevers (Chrysomelidae). De wetenschappelijke naam van de soort werd in 1915 gepubliceerd door Thomas Broun.